# Educação progressista
A educação progressista, também referida como progressismo educacional, é um movimento pedagógico iniciado no final do século XIX e que persiste em várias formas até hoje. Na Europa, a educação progressista assumiu a forma do Movimento da Escola Nova. 
O termo progressista foi usado para distinguir essa educação dos currículos tradicionais do século XIX, que tinham suas raízes na preparação clássica para a universidade do início da era industrial e eram fortemente diferenciados por classe social. Em contrapartida, a educação progressista tem suas raízes na experiência moderna e pós-industrial. A maioria dos programas de educação progressista tem as seguintes qualidades em comum:
- Ênfase no aprendizado pela prática - projetos práticos, aprendizagem expedicionária, aprendizagem experiencial

- Currículo integrado com foco em unidades temáticas

- Forte ênfase na resolução de problemas e no pensamento crítico

- Trabalho em grupo e desenvolvimento de habilidades sociais

- Compreensão e ação como objetivos de aprendizagem, em oposição ao conhecimento mecânico

- Projetos de aprendizagem cooperativa e colaborativa

- Educação para a responsabilidade social e a democracia

- Integração de serviços comunitários e projetos de aprendizagem de serviços no currículo diário[2]

- Seleção do conteúdo das disciplinas com uma visão de futuro, perguntando quais habilidades serão necessárias na sociedade futura[3]

- Diminuição da ênfase nos livros didáticos em favor de recursos de aprendizagem variados

- Ênfase na educação continuada e nas habilidades sociais

- Avaliação dos projetos e produções das crianças

## História
A educação progressista  remonta às obras de John Locke e Jean-Jacques Rousseau, ambos conhecidos como precursores das ideias que seriam desenvolvidas por teóricos como John Dewey. Considerado um dos primeiros empiristas britânicos, Locke acreditava que "a verdade e o conhecimento... surgem da observação e da experiência, e não da manipulação de ideias aceitas ou dadas".:2 Ele também discutiu a necessidade de as crianças terem experiências concretas para aprender. Rousseau aprofundou essa linha de pensamento em Emílio, ou Da Educação, onde argumentou que a subordinação dos alunos aos professores e a memorização de fatos não levariam a uma educação eficiente.

### Johann Bernhard Basedow
Na Alemanha, Johann Bernhard Basedow (1724-1790) fundou o Philanthropinum em Dessau em 1774. Ele desenvolveu novos métodos de ensino baseados em conversas e brincadeiras com a criança, além de um programa de desenvolvimento físico. Seu sucesso foi tão grande que ele escreveu um tratado sobre seus métodos, "Sobre o melhor e até então desconhecido método de ensinar filhos de nobres".

### Christian Gotthilf Salzmann
Christian Gotthilf Salzmann (1744-1811) foi o fundador da instituição Schnepfenthal, uma escola dedicada a novos modos de educação (fortemente derivados das ideias de Jean-Jacques Rousseau). Escreveu Elements of Morality, for the Use of Children, um dos primeiros livros traduzidos para o inglês por Mary Wollstonecraft.

### Johann Heinrich Pestalozzi
Johann Heinrich Pestalozzi (1746-1827) foi um pedagogo e reformador educacional suíço que exemplificou o romantismo em sua abordagem. Ele fundou várias instituições educacionais nas regiões de língua alemã e francesa da Suíça e escreveu muitas obras explicando seus princípios modernos e revolucionários de educação. Seu lema era "Aprender com a cabeça, as mãos e o coração". Suas pesquisas e teorias se assemelham muito àquelas delineadas por Rousseau em Emílio, ou Da Educação. Além disso, ele é considerado por muitos como o "pai da ciência educacional moderna". Suas teorias psicológicas dizem respeito à educação, pois se concentram no desenvolvimento do ensino de objetos, ou seja, ele achava que as pessoas aprendiam melhor por meio de experiências e da manipulação e experiência direta de objetos. Além disso, ele especulou que as crianças aprendem por meio de sua própria motivação interna, e não por compulsão. A tarefa do professor será ajudar a orientar seus alunos como indivíduos em seu aprendizado e permitir que ele se desenvolva naturalmente.

### Friedrich Fröbel
Friedrich Wilhelm August Fröbel (1782-1852) foi um aluno de Pestalozzi que lançou as bases da educação moderna com base no reconhecimento de que as crianças têm necessidades e capacidades únicas. Ele acreditava na "autoatividade" e nas brincadeiras como fatores essenciais na educação infantil. O papel do professor não era doutrinar, mas incentivar a autoexpressão por meio de brincadeiras, tanto individuais quanto em atividades em grupo. Ele criou o conceito de jardim de infância.

### Johann Friedrich Herbart
Johann Friedrich Herbart (1776-1841) enfatizou a conexão entre o desenvolvimento individual e a contribuição social resultante. As cinco ideias-chave que compunham seu conceito de amadurecimento individual eram: Liberdade Interior, Perfeição, Benevolência, Justiça e Equidade ou Recompensa. De acordo com Herbart, as habilidades não eram inatas, mas podiam ser instiladas, portanto, uma educação completa poderia fornecer a estrutura para o desenvolvimento moral e intelectual. Para desenvolver uma criança de modo a levá-la a uma consciência de responsabilidade social, Herbart defendia que os professores utilizassem uma metodologia com cinco etapas formais: "Usando essa estrutura, o professor preparava um tópico de interesse para as crianças, apresentava esse tópico e as questionava indutivamente, de modo que elas alcançassem um novo conhecimento com base no que já sabiam, olhava para trás e resumia dedutivamente as conquistas da lição, relacionando-as depois a preceitos morais para a vida cotidiana".

### João Melchior Bosco
João Melchior Bosco (1815-1888) estava preocupado com a educação das crianças de rua que haviam deixado seus vilarejos para encontrar trabalho na cidade de Turim, na Itália, que se industrializava rapidamente. Explorados como mão de obra barata ou presos por indisciplina, Bosco viu a necessidade de criar um espaço onde eles se sentissem em casa. Ele o chamou de "Oratório", onde pudessem brincar, aprender, compartilhar amizades, expressar-se, desenvolver seus talentos criativos e adquirir habilidades para um trabalho autônomo remunerado. Com aqueles que haviam encontrado trabalho, ele criou uma sociedade de fundos mútuos (uma versão inicial do Grameen Bank) para ensinar-lhes os benefícios da poupança e da autossuficiência. Os princípios subjacentes ao seu método educacional que conquistaram os corações e as mentes de milhares de jovens que acorreram ao seu oratório foram: "seja sensato", "seja gentil", "acredite" e "seja generoso no serviço". Hoje, seu método de educação é praticado em quase 3.000 instituições estabelecidas em todo o mundo pelos membros da Congregação Salesiana que ele fundou em 1873.

### Cecil Reddie
Enquanto estudava para seu doutorado em Göttingen em 1882-1883, Cecil Reddie ficou muito impressionado com as teorias educacionais progressistas que estavam sendo aplicadas lá. Reddie fundou a Abbotsholme School em Derbyshire, Inglaterra, em 1889. Seu currículo adotava as ideias da educação progressista . Reddie rejeitou o aprendizado mecânico, as línguas clássicas e os castigos físicos. Ele combinava estudos de idiomas modernos, ciências e artes com um programa de exercícios físicos, trabalho manual, recreação, artesanato e artes. Escolas inspiradas em Abbotsholme foram criadas em toda a Europa, e o modelo foi particularmente influente na Alemanha. Reddie frequentemente contratava professores estrangeiros, que aprendiam suas práticas antes de voltar para casa e fundar suas próprias escolas. Hermann Lietz, professor de Abbotsholme, fundou cinco escolas (Landerziehungsheime für Jungen) com base nos princípios de Abbotsholme. Outras pessoas que ele influenciou foram Kurt Hahn, Adolphe Ferrière e Edmond Demolins. Suas ideias também chegaram ao Japão, onde se transformaram no "Movimento de Educação Livre da Era Taisho" (Taisho Jiyu Kyoiku Undo).

### John Dewey
De acordo com John Dewey, a educação é a "participação do indivíduo na consciência social da raça". Dessa forma, a educação deve levar em conta que o aluno é um ser social. O processo começa no nascimento, com a criança adquirindo conhecimento inconscientemente e desenvolvendo gradualmente seu conhecimento para compartilhar e participar da sociedade.
Para Dewey, a educação, que regula "o processo de participação na consciência social", é o "único método seguro" de garantir o progresso e a reforma social. Nesse aspecto, Dewey prenuncia a Pedagogia Crítica, segundo a qual as escolas são um meio de reconstruir a sociedade. À medida que as escolas se tornam um meio de reconstrução social, elas devem receber o equipamento adequado para realizar essa tarefa e orientar seus alunos.

### Helen Parkhurst
A professora norte-americana Helen Parkhurst (1886-1973) desenvolveu o Plano Dalton no início do século XX com o objetivo de reformar a pedagogia e o gerenciamento da sala de aula então vigentes. Ela queria romper com o ensino centrado no professor. Durante seu primeiro experimento, que implementou em uma pequena escola de ensino fundamental como uma jovem professora em 1904, ela percebeu que, quando os alunos têm liberdade para se autodirecionarem e se ajudarem mutuamente, sua motivação aumenta consideravelmente e eles aprendem mais. Em um experimento posterior, em 1911 e 1912, Parkhurst reorganizou a educação em uma grande escola para crianças de nove a quatorze anos. Em vez de cada série, cada matéria recebeu seu próprio professor e sua própria sala de aula. Os professores das disciplinas faziam as tarefas: eles convertiam a matéria de cada série em tarefas de aprendizado. Dessa forma, o aprendizado se tornou o trabalho dos próprios alunos; eles podiam realizar seu trabalho de forma independente, trabalhar em seu próprio ritmo e planejar seu trabalho por conta própria. A sala de aula se transformou em um laboratório, um lugar onde os alunos estavam trabalhando, mobiliado e equipado como espaços de trabalho, adaptados para atender às exigências de matérias específicas. Materiais de aprendizado úteis e atraentes, instrumentos e livros de referência foram colocados ao alcance dos alunos. Os bancos foram substituídos por mesas grandes para facilitar a cooperação e o ensino em grupo. Esse segundo experimento formou a base para os experimentos seguintes, os de Dalton e Nova York, a partir de 1919. A única adição foi o uso de gráficos, quadros que permitiam aos alunos acompanhar seu próprio progresso em cada matéria.
Nos anos 20 e 30, o Plano Dalton se espalhou por todo o mundo. Não há certeza quanto ao número exato de escolas Dalton, mas havia educação Dalton nos Estados Unidos, Austrália, Inglaterra, Alemanha, Holanda, União Soviética, Índia, China e Japão.

### Rudolf Steiner
Rudolf Steiner (1861-1925) descreveu pela primeira vez os princípios do que viria a se tornar a pedagogia Waldorf em 1907. Ele estabeleceu uma série de escolas com base nesses princípios a partir de 1919. O foco da educação está na criação de um currículo adequado ao desenvolvimento que integre holisticamente experiências práticas, artísticas, sociais e acadêmicas. Há mais de mil escolas e muitos outros centros de educação infantil em todo o mundo; também se tornou uma forma popular de ensino doméstico.

### Maria Montessori
Maria Montessori (1870-1952) começou a desenvolver sua filosofia e seus métodos em 1897. Ela baseou seu trabalho na observação de crianças e na experimentação com o ambiente, os materiais e as lições disponíveis para elas. Ela frequentemente se referia ao seu trabalho como "pedagogia científica", defendendo a necessidade de ir além da observação e medição dos alunos, desenvolvendo novos métodos para transformá-los. Embora o Método Montessori tenha se espalhado pelos Estados Unidos em 1911, houve conflitos com o sistema educacional americano e William Heard Kilpatrick se opôs a ela. No entanto, o Método Montessori retornou aos Estados Unidos em 1960 e, desde então, tem se espalhado por milhares de escolas no país.
Em 1914, a Sociedade Montessori da Inglaterra organizou sua primeira conferência. O anfitrião foi o reverendo Bertram Hawker, que havia criado, em parceria com sua escola primária local na vila costeira de East Runton, em Norfolk, a primeira escola Montessori da Inglaterra. Fotos dessa escola e de suas crianças ilustraram o "Montessori's Own Handbook" (1914). Hawker ficou impressionado com sua visita à Casa dei Bambini de Montessori, em Roma, e deu várias palestras sobre o trabalho de Montessori depois de 1912, ajudando a gerar um interesse nacional pelo trabalho dela. Ele organizou a Conferência Montessori de 1914 em parceria com Edmond Holmes, ex-inspetor-chefe de escolas, que havia escrito um relatório governamental sobre Montessori. A conferência decidiu que sua missão era promover a "libertação da criança na escola" e, embora inspirada por Montessori, encorajaria, apoiaria e conectaria professores e educadores que buscassem, por meio de suas escolas e métodos, esse objetivo. No ano seguinte, mudaram seu nome para Novos Ideais na Educação. Cada conferência subsequente era aberta com referência à sua história e origem como uma Conferência Montessori, reconhecendo sua inspiração, os relatórios colocavam em itálico os membros da Sociedade Montessori nas listas de delegados, e vários outros eventos incluíam métodos e estudos de caso Montessori. Montessori, por meio da conferência Novos Ideais na Educação, seu comitê e membros, eventos e publicações, influenciou muito a educação estatal progressista na Inglaterra.

### Robert Baden-Powell
Em julho de 1906, Ernest Thompson Seton enviou a Robert Baden-Powell uma cópia de seu livro The Birchbark Roll of the Woodcraft Indians. Seton era um canadense-americano nascido na Grã-Bretanha que vivia nos Estados Unidos. Eles compartilharam ideias sobre programas de treinamento de jovens. Em 1907, Baden-Powell escreveu um trabalho chamado Boy Patrols. No mesmo ano, para testar suas ideias, ele reuniu 21 meninos de origens sociais variadas e realizou um acampamento de uma semana em agosto na Ilha de Brownsea, na Inglaterra. Seu método organizacional, hoje conhecido como Sistema de Patrulha e parte fundamental do treinamento do Escotismo, permitia que os meninos se organizassem em pequenos grupos com um líder de patrulha eleito. Baden-Powell escreveu então Scouting for Boys. O acampamento de Brownsea e a publicação de Scouting for Boys são geralmente considerados como o início do movimento escoteiro que se espalhou pelo mundo. Baden-Powell e sua irmã Agnes Baden-Powell criaram o conceito de Girl Guide em 1910.

### Comparação com a educação tradicional
A educação tradicional usa motivação extrínseca, como notas e prêmios. A educação progressista  tem maior probabilidade de usar a motivação intrínseca, baseando as atividades nos interesses da criança. O elogio pode ser evitado como elemento motivador. A educação progressista  é uma resposta aos métodos tradicionais de ensino. Ela é definida como um movimento educacional que valoriza mais a experiência do que o aprendizado formal. Baseia-se mais no aprendizado experimental que se concentra no desenvolvimento dos talentos da criança.

### Habilidades do século XXI
As habilidades do século XXI são uma série de habilidades de ordem superior, capacidades e disposições de aprendizagem que foram identificadas como necessárias para o sucesso na sociedade digital e nos locais de trabalho em rápida transformação. Muitas dessas habilidades também definem as qualidades da educação progressista  e estão associadas à aprendizagem mais profunda, que se baseia no domínio de habilidades como raciocínio analítico, resolução de problemas complexos e trabalho em equipe. Essas habilidades diferem das habilidades acadêmicas tradicionais, pois não se baseiam principalmente no conhecimento do conteúdo.

## No Ocidente

### Alemanha
Hermann Lietz fundou três Landerziehungsheime (internatos rurais) em 1904 com base no modelo de Reddie para meninos de diferentes idades. Lietz acabou conseguindo fundar mais cinco Landerziehungsheime. Edith e Paul Geheeb fundaram a escola Odenwaldschule em Heppenheim, na região da Floresta de Oden, em 1910, usando seu conceito de educação progressista, que integrava o trabalho intelectual e manual.

### Polônia
Janusz Korczak foi um notável seguidor e desenvolvedor das ideias de Pestalozzi. Ele escreveu The names of Pestalozzi, Froebel and Spencer shine with no less brilliance than the names of the greatest inventors of the twentieth century. For they discovered more than the unknown forces of nature; they discovered the unknown half of humanity: children. Seu Lar dos Órfãos em Varsóvia tornou-se um modelo de instituição e exerceu influência no processo educacional em outros orfanatos do mesmo tipo.

### Irlanda
A escola Quaker administrada em Ballitore, Condado de Kildare, no século 18, tinha alunos de lugares tão distantes quanto Bordeaux (onde havia uma grande população de emigrantes irlandeses), do Caribe e da Noruega. Entre os alunos notáveis estavam Edmund Burke e Napper Tandy. A St. Enda's School foi fundada em 1908 por Patrick Pearse com base nos princípios de Montessori. Seu antigo diretor assistente, Thomas MacDonagh, e outros professores, incluindo Pearse, o mestre de jogos Con Colbert, o irmão de Pearse, Willie, o professor de artes, e Joseph Plunkett, professor ocasional de inglês, foram executados pelos britânicos após o levante de 1916. Pearse e MacDonagh foram dois dos sete líderes que assinaram a Declaração de Independência da Irlanda. O livro de Pearse, The Murder Machine, foi uma denúncia do sistema escolar inglês da época e uma declaração de seus próprios princípios educacionais.

### Suécia
Na Suécia, uma das primeiras defensoras da educação progressista foi Alva Myrdal, que, com seu marido Gunnar, co-escreveu Crisis in the Population Question (1934), um programa muito influente para a hegemonia social-democrata (1932-1976), popularmente conhecido como "Folkhemmet". As reformas escolares passaram por relatórios governamentais na década de 1940 e testes na década de 1950, resultando na introdução, em 1962, de escolas públicas abrangentes ("grundskola") em vez das escolas paralelas separadas anteriormente para educação teórica e não teórica.

### Reino Unido
As ideias da Reddie's Abbotsholme se espalharam por escolas como Bedales School (1893), King Alfred School, em Londres (1898), e St Christopher School, em Letchworth (1915), bem como por todas as escolas Quakers, escolas Steiner Waldorf e aquelas pertencentes à Round Square Conference. A King Alfred School era radical para a época, pois oferecia uma educação secular e meninos e meninas eram educados juntos. Alexander Sutherland Neill acreditava que as crianças deveriam alcançar a autodeterminação e deveriam ser incentivadas a pensar criticamente em vez de obedecer cegamente. Ele implementou suas ideias com a fundação da Summerhill School em 1921. Neill acreditava que as crianças aprendiam melhor quando não eram obrigadas a assistir às aulas. A escola também era administrada democraticamente, com reuniões regulares para determinar as regras da escola. Os alunos tinham o mesmo direito de voto que os funcionários da escola.

### Estados Unidos

#### Pioneiros
Margarethe Schurz, aluna de Fröbel, fundou o primeiro jardim de infância dos Estados Unidos em Watertown, Wisconsin, em 1856, e também inspirou Elizabeth Peabody, que fundou o primeiro jardim de infância de língua inglesa nos Estados Unidos - o idioma do jardim de infância de Schurz era o alemão, para atender a uma comunidade de imigrantes - em Boston, em 1860. Isso preparou o caminho para a disseminação do conceito nos EUA. O emigrante alemão Adolph Douai também fundou um jardim de infância em Boston em 1859, mas foi obrigado a fechá-lo depois de apenas um ano. Em 1866, no entanto, ele estava fundando outros na cidade de Nova York.
William Heard Kilpatrick (1871-1965) foi aluno de Dewey e um dos mais eficazes praticantes do conceito, bem como o mais hábil em proliferar o movimento de educação progressista  e divulgar as obras de Dewey. Ele é especialmente conhecido por seu "método de projeto de ensino". Isto desenvolveu a noção de educação progressista  de que os alunos deveriam ser engajados e ensinados de modo que seu conhecimento pudesse ser direcionado à sociedade para uma necessidade socialmente útil. Assim como Dewey, ele também achava que os alunos deveriam estar ativamente envolvidos em seu aprendizado, em vez de ativamente desmotivados com a simples leitura e regurgitação de material.
O mais famoso dos primeiros praticantes da educação progressista  foi Francis Wayland Parker; seu porta-voz mais conhecido foi o filósofo John Dewey. Em 1875, Francis Parker tornou-se superintendente de escolas em Quincy, Massachusetts, depois de passar dois anos na Alemanha estudando as tendências educacionais emergentes no continente. Parker se opunha ao aprendizado mecânico, acreditando que não havia valor no conhecimento sem compreensão. Em vez disso, ele argumentava que as escolas deveriam incentivar e respeitar a criatividade da criança. O Método Quincy de Parker exigia um aprendizado centrado na criança e baseado na experiência. Ele substituiu o currículo tradicional por unidades de aprendizado integradas baseadas em temas centrais relacionados ao conhecimento de diferentes disciplinas. Ele substituiu os tradicionais livros de leitura, ortografia e gramática pela escrita das próprias crianças, literatura e materiais preparados pelo professor. Em 1883, Parker deixou Massachusetts para se tornar diretor da Cook County Normal School em Chicago, uma escola que também servia para treinar professores nos métodos de Parker. Em 1894, o livro Parker's Talks on Pedagogics, que se baseou fortemente no pensamento de Fröbel, Pestalozzi e Herbart, tornou-se um dos primeiros escritos americanos sobre educação a ganhar fama internacional.
Nesse mesmo ano, o filósofo John Dewey mudou-se da Universidade de Michigan para a recém-criada Universidade de Chicago, onde se tornou presidente do departamento de filosofia, psicologia e educação. Ele e sua esposa matricularam seus filhos na escola de Parker antes de fundar sua própria escola dois anos depois.
Enquanto Parker começou com a prática e depois passou para a teoria, Dewey começou com hipóteses e depois desenvolveu métodos e currículos para testá-las. Quando Dewey se mudou para Chicago, aos trinta e cinco anos, já havia publicado dois livros sobre psicologia e psicologia aplicada. Ele havia ficado insatisfeito com a filosofia como pura especulação e estava buscando maneiras de tornar a filosofia diretamente relevante para questões práticas. Afastando-se de seu interesse inicial por Hegel, Dewey passou a rejeitar todas as formas de dualismo e dicotomia em favor de uma filosofia da experiência como uma série de conjuntos unificados nos quais tudo pode ser relacionado em última instância.
Em 1896, John Dewey abriu o que ele chamou de escola-laboratório para testar suas teorias e suas implicações sociológicas. Com Dewey como diretor e sua esposa como diretora, a escola-laboratório da Universidade de Chicago dedicou-se a "descobrir, em termos de administração, seleção de matérias, métodos de aprendizado, ensino e disciplina, como uma escola poderia se tornar uma comunidade cooperativa e, ao mesmo tempo, desenvolver nos indivíduos suas próprias capacidades e satisfazer suas próprias necessidades".(p136) Para Dewey, os dois objetivos principais de desenvolver uma comunidade cooperativa e desenvolver as capacidades dos indivíduos não estavam em desacordo; eram necessários um ao outro. Essa unidade de propósito está no centro da filosofia da educação progressista. Em 1912, Dewey enviou alunos de sua filosofia para fundar a The Park School of Buffalo e a The Park School of Baltimore para colocá-la em prática. Essas escolas funcionam até hoje com uma abordagem  progressista semelhante.
Na Columbia, Dewey trabalhou com outros educadores, como Charles Eliot e Abraham Flexner, para ajudar a trazer o progressismo para a corrente principal da educação americana. Em 1917, a Columbia criou a Lincoln School of Teachers College "como um laboratório para a elaboração de um currículo elementar e secundário que eliminaria o material obsoleto e se esforçaria para elaborar um material utilizável e adaptado às necessidades da vida moderna".(p282) Com base na exigência de Flexner de que o currículo moderno "não incluísse nada que não pudesse ser justificado",(p281) a nova escola organizou suas atividades em torno de quatro campos fundamentais: ciência, indústria, estética e educação cívica. A Lincoln School construiu seu currículo em torno de "unidades de trabalho" que reorganizavam as matérias tradicionais em formas que abrangiam o desenvolvimento das crianças e as necessidades de mudança da vida adulta. A primeira e a segunda séries deram continuidade a um estudo sobre a vida comunitária, no qual construíram uma cidade. Um projeto da terceira série, que surgiu da vida cotidiana do vizinho Rio Hudson, tornou-se uma das unidades mais famosas da escola, uma unidade sobre barcos que, sob a orientação de sua lendária professora, a Srta. Curtis, tornou-se uma entrada para a história, geografia, leitura, redação, aritmética, ciências, arte e literatura. Cada uma das unidades foi concebida de forma ampla o suficiente para que diferentes crianças pudessem se concentrar em diferentes aspectos, dependendo de seus próprios interesses e necessidades. Cada uma das unidades exigia atividades amplamente diversificadas dos alunos, e cada uma delas procurava lidar em profundidade com algum aspecto crítico da civilização contemporânea. Por fim, cada unidade envolvia as crianças trabalhando juntas de forma cooperativa e também oferecia oportunidades para pesquisa e exploração individual.
Em 1924, Agnes de Lima, a principal escritora sobre educação do The New Republic e do The Nation, publicou uma coletânea de seus artigos sobre educação  progressista em um livro, intitulado Our Enemy the Child.
Em 1918, a National Education Association (Associação Nacional de Educação), representando superintendentes e administradores de distritos menores em todo o país, publicou seu relatório "Princípios Fundamentais da Educação Secundária". Ele enfatizava a educação dos alunos em termos de saúde, domínio dos processos fundamentais, pertencimento digno ao lar, vocação, cidadania, uso digno do lazer e caráter ético. Eles enfatizavam o ajuste à vida e refletiam o modelo de eficiência social da educação  progressista.
De 1919 a 1955, a Progressive Education Association (Associação de Educação Progressista), fundada por Stanwood Cobb e outros, trabalhou para promover uma abordagem da educação mais centrada no aluno. Durante a Grande Depressão, a organização conduziu o Eight-Year Study, avaliando os efeitos dos programas  progressista. Mais de 1.500 alunos, durante quatro anos, foram comparados a um número igual de alunos cuidadosamente equiparados em escolas convencionais. Quando chegaram à faculdade, descobriu-se que os alunos experimentais igualavam ou superavam os alunos com educação tradicional em todos os resultados: notas, participação extracurricular, taxas de evasão escolar, curiosidade intelectual e desenvoltura. Além disso, o estudo constatou que quanto mais a escola se afastava do programa tradicional de preparação para a faculdade, melhor era o desempenho dos formandos.(p232)
Em meados do século, muitos programas de escolas públicas também haviam adotado elementos do currículo  progressista. Dewey acreditava que a educação progressista "não havia realmente penetrado e permeado as bases da instituição educacional".(6,7) À medida que a influência da pedagogia  progressista se tornava mais ampla e difusa, os profissionais começaram a variar sua aplicação dos princípios progressistas. Como as diferentes interpretações e práticas tornaram a avaliação das reformas progressistas mais difícil, os críticos começaram a propor abordagens alternativas.
As sementes do debate sobre a educação progressista podem ser vistas nas diferenças de Parker e Dewey. Essas diferenças têm a ver com o quanto e por quem o currículo deve ser elaborado de uma série para outra, o quanto os interesses emergentes da criança devem determinar as atividades em sala de aula, a importância do aprendizado centrado na criança versus o aprendizado centrado na sociedade, a relação entre a construção da comunidade e o crescimento individual e, principalmente, a relação entre emoção, pensamento e experiência.
Em 1955, a publicação do livro Why Johnny Can't Read, de Rudolf Flesch, criticou os programas de leitura pela ênfase  progressista na leitura em contexto. A era conservadora de McCarthy levantou questões sobre as ideias liberais que estavam na base das reformas progressistas. O lançamento do Sputnik-1 em 1957, no auge da Guerra Fria, deu origem a várias abordagens intelectualmente competitivas do conhecimento disciplinar, como a biologia do Biological Sciences Curriculum Study (BSCS) e a física do Physical Science Study Committee (PSSC), lideradas por professores universitários como Jerome Bruner e Jerrold Zacharias.
Algumas reformas da Guerra Fria incorporaram elementos do progressismo. Por exemplo, o trabalho de Zacharias e Bruner foi baseado na psicologia do desenvolvimento de Jean Piaget e incorporou muitas das ideias de Dewey sobre educação experimental. A análise de Bruner da psicologia do desenvolvimento tornou-se o núcleo de um movimento pedagógico conhecido como construtivismo, que argumenta que a criança é um participante ativo na criação de significado e deve estar envolvida no progresso da educação para que o aprendizado seja eficaz. Essa abordagem psicológica tem profundas conexões com o trabalho de Parker e Dewey e levou a um ressurgimento de suas ideias na segunda metade do século.
Em 1965, o Presidente Johnson inaugurou a Grande Sociedade e a Lei de Educação Elementar e Secundária, que financiou programas de escolas públicas com fundos para reformas educacionais abrangentes. Ao mesmo tempo, o influxo de verbas federais também deu origem a demandas por prestação de contas e a abordagem de objetivos comportamentais de Robert F. Mager e outros prenunciou a No Child Left Behind Act, aprovada em 2002. Contra esses críticos, porta-vozes eloquentes se apresentaram em defesa da tradição progressista. O movimento Sala de Aula Aberta, liderado por Herb Kohl e George Dennison, lembrou muitas das reformas de Parker centradas na criança.
O final da década de 1960 e o início da década de 1970 registraram um aumento e um declínio no número de escolas progressistas. Houve vários motivos para o declínio:
- Demografia: Com o fim do baby boom, as salas de aula tradicionais deixaram de ter excesso de matrículas, reduzindo a demanda por alternativas.
- Economia: A crise petrolífera de 1973 e a recessão dificultaram a situação das escolas.
- Mudança de época: Com o fim da Guerra do Vietnã, o ativismo social diminuiu.
- Cooptação: Muitas escolas foram cooptadas por pessoas que não acreditavam na missão original.
- Centralização: A centralização contínua dos distritos escolares.
- Não implementação: As escolas não conseguiram implementar um modelo de governança compartilhada.
- Dinâmica interpessoal: Desacordo sobre as metas da escola, habilidades ruins de processo de grupo, falta de diálogo crítico e medo de liderança assertiva.

A educação progressista tem sido vista como uma alternativa à instrução orientada por testes, legislada pela lei de financiamento educacional No Child Left Behind (Lei Nenhuma Criança Deixada para Trás). Alfie Kohn tem sido um crítico declarado da lei No Child Left Behind e um defensor fervoroso da tradição progressista.

## No Oriente

### Índia
Rabindranath Tagore (1861-1941) foi um dos mais eficazes praticantes do conceito de educação  progressista. Ele expandiu Santiniketan, que é uma pequena cidade perto de Bolpur, no distrito de Birbhum, em Bengala Ocidental, Índia, aproximadamente 160 km ao norte de Calcutá. Ele deixou de enfatizar o aprendizado com livros didáticos em favor de recursos de aprendizado variados da natureza. A ênfase era na automotivação, em vez de na disciplina, e na promoção da curiosidade intelectual, em vez da excelência competitiva. Havia cursos sobre uma grande variedade de culturas e programas de estudo dedicados à China, ao Japão e ao Oriente Médio. Ele era da opinião de que a educação deveria ser um "exercício alegre de nossas energias inventivas e construtivas que nos ajudam a formar o caráter".

### Japão
O Seikatsu Tsuzurikata é um movimento de base no Japão que tem muitos paralelos com o movimento de educação  progressista, embora tenha se desenvolvido de forma totalmente independente, começando no final da década de 1920. O movimento educacional progressista japonês foi um dos trampolins para a modernização do Japão e tem repercutido até hoje.

### Internacional
- Blossing, Ulf, Gunn Imsen, e Lejf Moos. "Progressive Education and New Governance in Denmark, Norway, and Sweden." The Nordic Education Model (Springer Netherlands, 2014) pp  133–154.
- Brehony, Kevin J. (1997). «An 'undeniable' and 'disastrous' Influence? John Dewey and English Education (1895–1939)». Oxford Review of Education. 23 (4): 427–445. doi:10.1080/0305498970230401
- Christou, Theodore Michael. Progressive Education: Revisioning and Reframing Ontario's Public Schools, 1919–1942 (2013)
- Hughes, John Patrick. "Theory into practice in Australian progressive education: the Enmore Activity School." History of Education Review 44#1 (2015).
- Keskin, Yusuf. "Progressive Education in Turkey: Reports of John Dewey and his Successors." International Journal of Progressive Education 10#3 (2014).
- Knoll, Michael. "The Project Method – Its Origin and International Influence". In: Progressive Education Across the Continents. A Handbook, ed. Hermann Röhrs and Volker Lenhart. New York: Lang 1995. pp. 307–318.

### Historiografia
- Graham, Patricia Albjerg. Progressive Education from Arcady to Academe: A History of the Progressive Education Association, 1919–1955 (1967)
- Reese, William J. "The origins of progressive education." History of Education Quarterly 41#1 (2001): 1-24.
- Wraga, William G. "Condescension and critical sympathy: Historians of education on progressive education in the United States and England." Paedagogica Historica 50#1-2 (2014): 59-75.